# Oficina Quebequesa de la Lengua Francesa

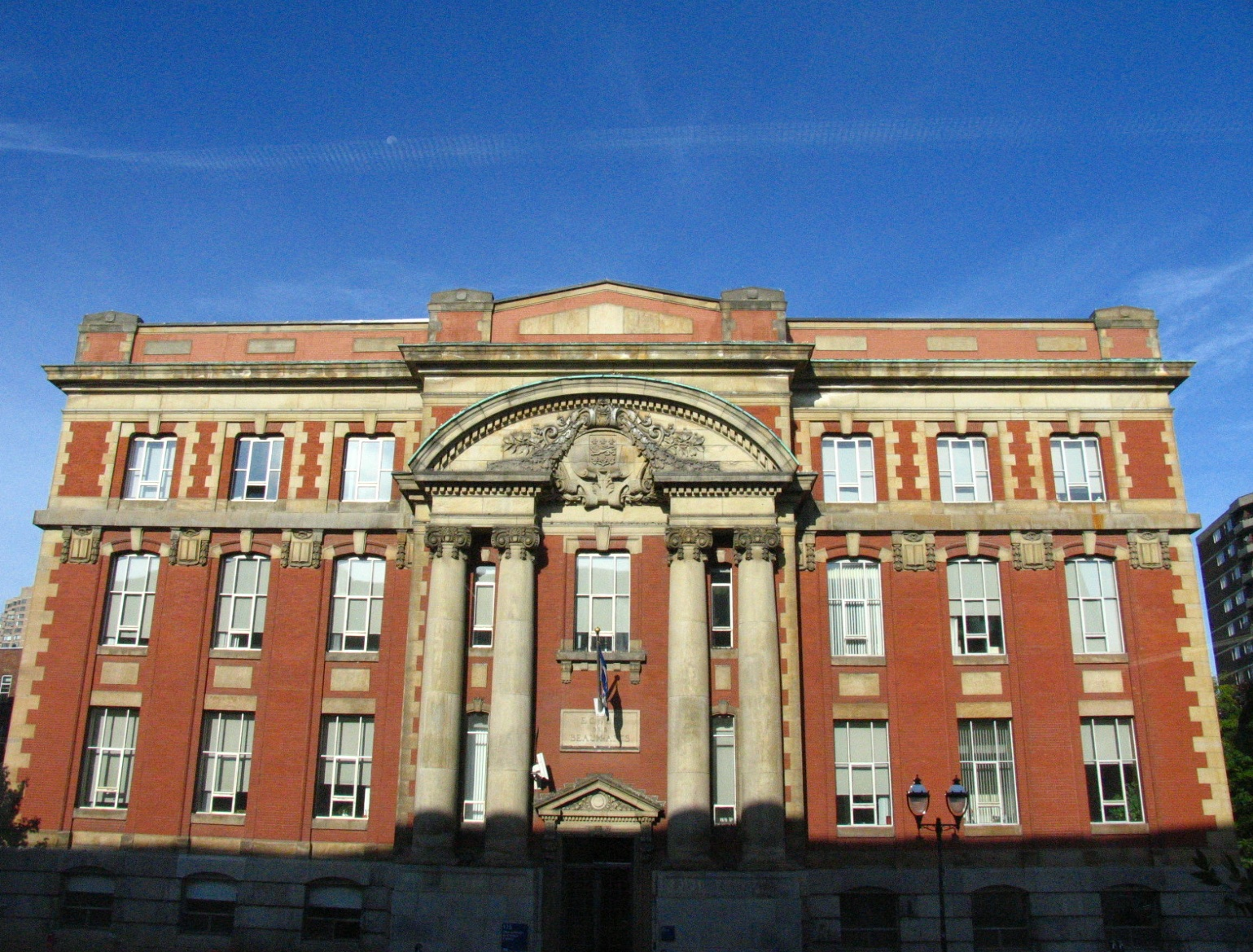
Office québécois de la langue française edificio en Montreal, Quebec.

La Oficina quebequesa de la lengua francesa (Office québécois de la langue française) es una institución pública de Quebec creada el 24 de marzo de 1961, al mismo tiempo que el Ministerio de Asuntos Culturales de Quebec. La Carta de la lengua francesa, adoptada por la Asamblea Nacional de Quebec en 1977 aumentó sus responsabilidades asignándole también la aplicación de la política lingüística de Quebec. Se crearon también entonces dos nuevas organizaciones: el Consejo Superior de la lengua francesa y la Comisión de la toponimia.
La institución se llamaba anteriormente Oficina de la lengua francesa, pero cambió su nombre al de Oficina quebequesa de la lengua francesa después de la adopción de la Ley 104 por la Asamblea Nacional el 12 de junio de 2002. Esta misma ley hace una reorganización de la Oficina fusionándola con la Comisión para la Protección de la Lengua Francesa y una parte del Consejo Superior de la lengua francesa. En 2004, la Oficina contaba con un presupuesto de 17,8 millones de dólares canadienses.
Su misión consiste en defender el lugar de la lengua francesa en Quebec, y en particular, asegurar lo establecido en la Carta de la lengua francesa y elaborar los programas de promoción previstos por la ley.
La Oficina se encuentra formada por 8 miembros, uno de los cuales es el presidente-director general, nombrados por el gobierno de Quebec por un período máximo de 5 años. En enero de 2011, la presidenta-directora general era Louise Marchand, que sustituyó a France Boucher.